# International Practical Shooting Confederation
International Practical Shooting Confederation (IPSC) är det internationella förbundet för dynamiskt skytte.
Officiellt formades IPSC vid International Pistol Conference, Columbia, Missouri i maj 1976. Ett 40-tal deltagare från hela världen var inbjudna att delta på denna konferens för att bestämma formen för IPSC-skyttet. Överste Jeff Cooper (avliden 2007) var den grundande ordförande och är känd som ”The founding father of IPSC”.
Allt eftersom IPSC växte skapades även en underliggande administrativ organisation för skjutledare. International Range Officers Association (IROA) skapades för internationella skjutledare och National Range Officers Association (NROI) skapades inom varje region/land.
Idag (2008) finns det ett 70-tal länder anslutna till IPSC.
Ordförande för IPSC är Vitaly Kryuchin.